# Mason (Wisconsin)
Pour les articles homonymes, voir Mason.
Mason est un village du comté de Bayfield, dans l'État du Wisconsin, aux États-Unis. En 2020, il comptait une population de 101 habitants.